# 2002 في التشيك
فيما يلي قوائم الأحداث التي وقعت خلال عام 2002 في التشيك.

## سياسة

### تعيين في المنصب
- 7 يونيو – يان كافان عضو برلمان التشيك ‏.
- 15 يوليو – سيريل سفوبودا Deputy Prime Minister of the Czech Republic ‏.

### انتهاء فترة المنصب
- 20 يونيو – فاتسلاف كلاوس President of the Chamber of Deputies (Czech Republic) [الإنجليزية]‏.
- 20 يونيو – ميلوش زيمان عضو برلمان التشيك ‏،رئيس وزراء جمهورية التشيك.
- 14 يوليو – يان كافان Deputy Prime Minister of the Czech Republic ‏.
- 23 نوفمبر – فاكلاف فيشر عضو مجلس الشيوخ في برلمان جمهورية التشيك ‏.

## رياضة
- 1 يناير – جائزة التشيك الكبرى للدراجات النارية 2002

## وفيات

### يناير
- 1 يناير – ماغدا بي. أرنولد (مواليد 1903)

### أبريل
- 8 أبريل – جوسيف سفوبودا (مواليد 1920)
- 20 أبريل – فلاستيميل برودسكي (مواليد 1920) ممثل تشيكي.

### مايو
- 5 مايو – سيستمير فيكباليك (مواليد 1921) لاعب كرة قدم.
- 23 مايو – هربرت أولريش (مواليد 1921) لاعب هوكي جليد نمساوي.

### سبتمبر
- 16 سبتمبر – جيري جافورسكي (مواليد 1932) لاعب كرة مضرب تشيكي.
- 23 سبتمبر – إيبرهارد فيرنر (مواليد 1924) فنان ألماني.